# Arthur Darvill

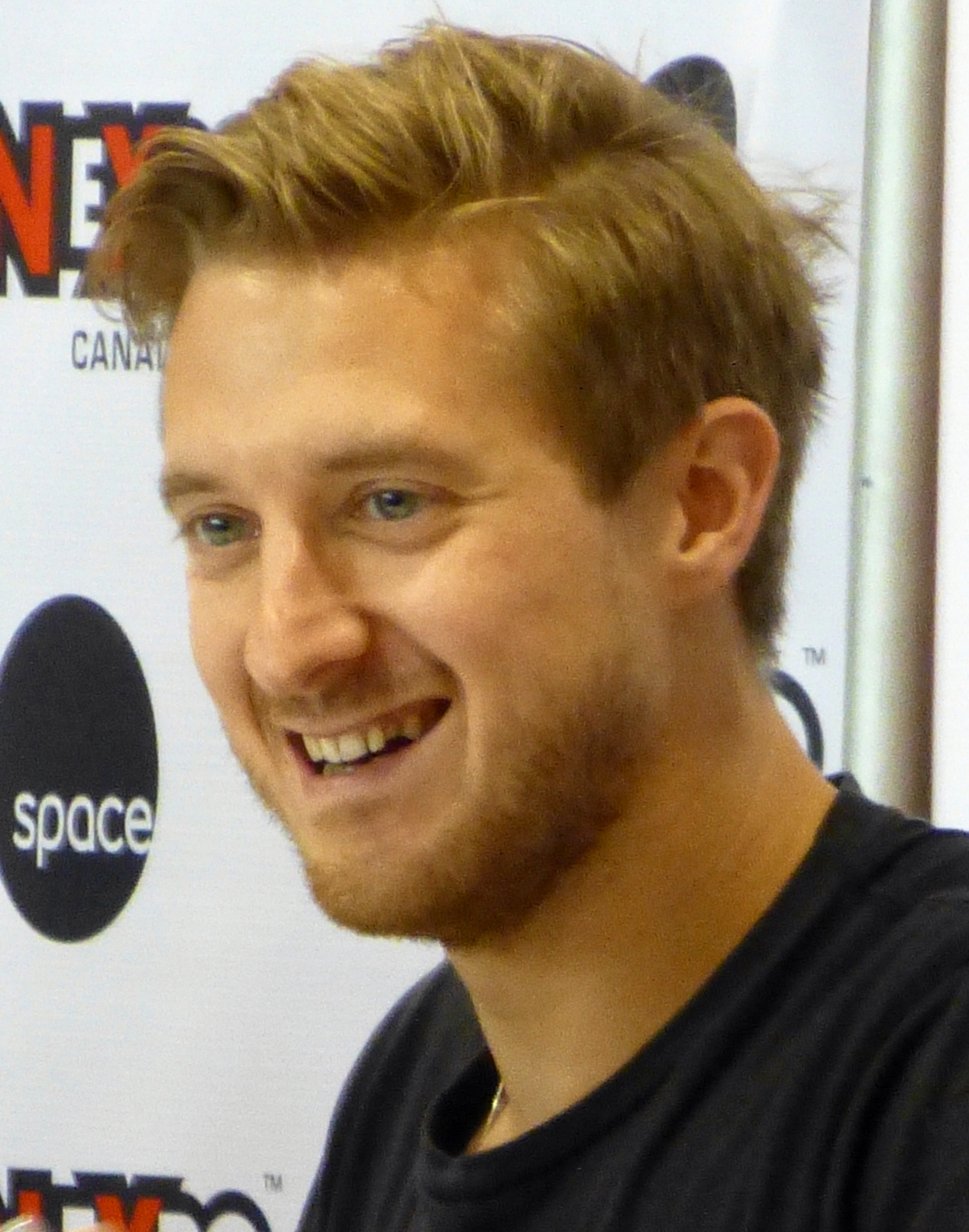
Arthur Darvill in 2014

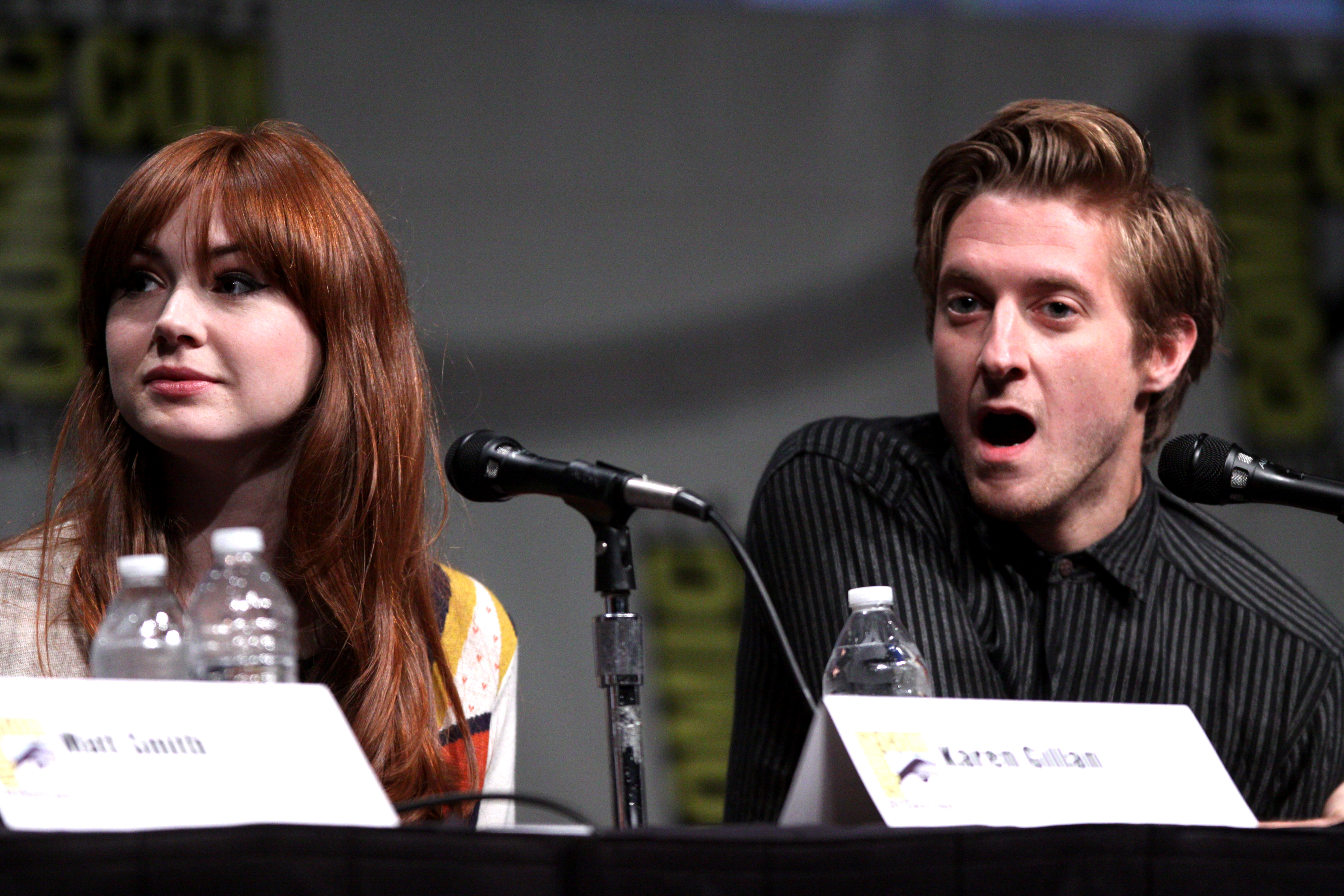
Karen Gillan & Arthur Darvill op het Comic-Con in 2012.

Thomas Arthur Darvill (Birmingham, 17 juni 1982) is een Brits acteur en muzikant.

## Biografie
Darvill werd geboren in Birmingham bij een moeder die actrice is. Tijdens zijn kinderjaren werkte zijn moeder met maskers, handpoppen en live acteren als lid van Cannon Hill Theatre in Birmingham en toerde door Engeland en ver daarbuiten. Zijn vader speelde op een hammondorgel voor diverse artiesten, waaronder Edwin Starr, Fine Young Cannibals en UB40. Darvill werd op tienjarige leeftijd lid van het jeugdtheater Stage2 Youth Theatre Company. Hij doorliep van 1993 tot en met 2000 de middelbare school aan de Bromsgrove School in Worcestershire. Hierna heeft hij ook gestudeerd aan de Royal Academy of Dramatic Art in Bloomsbury. 

## Carrière
Darvill begon in 2008 met acteren voor televisie in de film He Kills Coppers, waarna hij nog meerdere rollen speelde in films en televisieseries. Hij is bekend van zijn rol als Rory Williams in de televisieserie Doctor Who (2010-2012) en van zijn rol als priester Paul Coates in de televisieserie Broadchurch (2013-2017). Naast het acteren voor televisie is hij ook actief in lokale theaters. Hij heeft eenmaal opgetreden op Broadway in New York, in 2013 speelde hij als understudy in de musical Once. 

## Privéleven
Darvill was in zijn tienerjaren lid van de band Edmund, hierin speelde hij gitaar en keyboard. In zijn vrije tijd is hij vooral bezig met koken, bezoeken van het theater en muziekconcerten, het verzamelen van taxidermie dieren en het bekijken van voetbalwedstrijden van Aston Villa FC. 

## Filmografie

### Films
Uitgezonderd korte films.
- 2020 Rory's Story - als Rory
- 2016 Minutes Past Midnight - als Charlie
- 2015 Danny and the Human Zoo - als Jonesy
- 2015 National Theatre Live: Treasure Island - als Long John Silver
- 2012 Doctor Faustus - als Mephistopheles
- 2010 Pelican Blood - als Cameron
- 2010 Robin Hood - als bruidegom
- 2010 Sex & Drugs & Rock & Roll - als Mick Gallagher
- 2008 He Kills Coppers - als PC

### Televisieseries
Uitgezonderd eenmalige gastrollen.
- 2023 Three Little Birds - als Ernest Wantage - 5 afl.
- 2021-2022 The Lone Centurion - als Rory Williams (stem) - 6 afl.
- 2016-2021 Legends of Tomorrow - als Rip Hunter - 35 afl.
- 2020 The Sandman - als William Shakespeare - 20 afl.
- 2019 World on Fire - als Vernon - 3 afl.
- 2013-2017 Broadchurch - als priester Paul Coates - 23 afl.
- 2013 The White Queen - als The Duke of Buckingham - 2 afl.
- 2010-2012 Doctor Who - als Rory Williams - 27 afl.
- 2012 Pond Life - als Rory Williams - 5 afl.
- 2008 Little Dorrit - als Tip Dorrit - 7 afl.

- Bibsys: 13020953
- Biblioteca Nacional de España: XX5711135
- Gemeinsame Normdatei: 1227018770
- International Standard Name Identifier: 0000 0003 7206 6802
- Library of Congress Control Number: no2009145512
- MusicBrainz: fe9a723e-5d69-400d-a039-67837f024af7
- Nationale Bibliotheek van Israël: 987011827479005171
- Système universitaire de documentation: 232670331
- Virtual International Authority File: 50149106196268491608